# Hans Buttler
Hans Buttler (* 3. Oktober 1894 in Blankenburg; † 13. September 1970 in Lübbecke) war ein deutscher evangelisch-lutherischer Theologe, Pfarrer der Landeskirche in Braunschweig und Gegner des Nationalsozialismus.

## Leben
Hans Buttler war von 1926 bis 1936 Gemeindepfarrer in Groß Dahlum bei Schöppenstedt im östlichen Niedersachsen und von 1937 bis 1959 in Alvesse, heute ein Ortsteil der Gemeinde Vechelde bei Braunschweig.

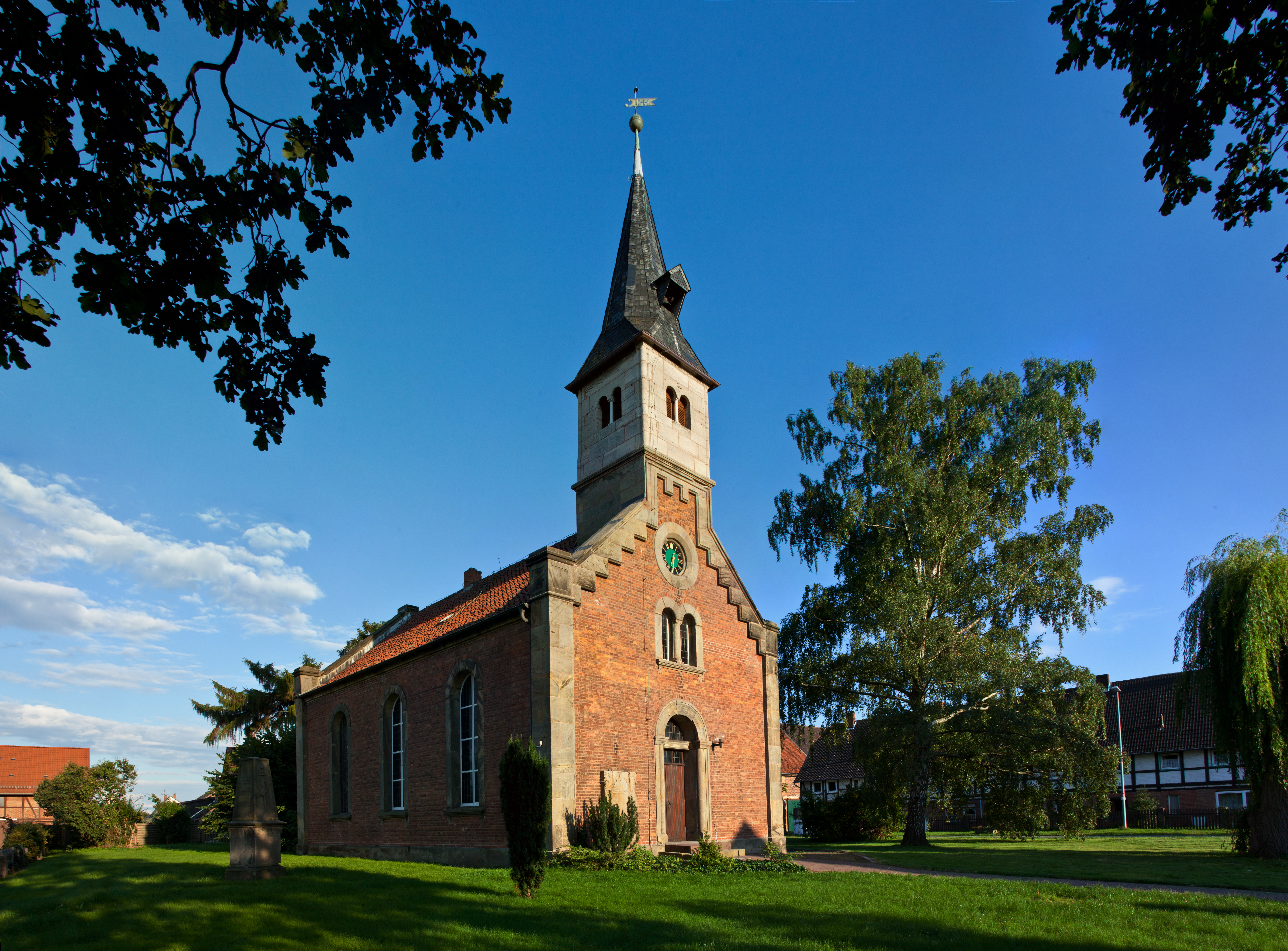
Sankt Nicolai in Alvesse, Wirkungsstätte des Hans Buttler 1937–1959

Buttler war zunächst Mitglied des nationalkonservativen Stahlhelmbundes. Er trat jedoch, auch nach dessen Auflösung, nicht der NSDAP oder einer ihrer Organisationen bei, wie den sogenannten „Deutschen Christen“, sondern schloss sich dem Pfarrernotbund an und der Braunschweiger Bekennenden Kirche.
Im Jahr 1938 wurde Buttler wegen „staatsfeindlicher Äußerungen“ denunziert und am 11. Oktober 1938 durch die Gestapo verhaftet. Am 8. Juli 1939 wurde er vom Sondergericht Braunschweig, unter dem Vorsitzenden Karl Höse (1891–1974), von der Anklage freigesprochen, gegen das sogenannte „Heimtückegesetz“ verstoßen zu haben. Er blieb jedoch wegen „Gefährdung der Sicherheit von Volk und Staat“ weiter in Gestapohaft und die Kirchenleitung suspendierte ihn von seinem Dienst.
Buttler wurde in das Konzentrationslager Sachsenhausen eingewiesen. Über das KZ Flossenbürg gelangte er schließlich in den Pfarrerblock des KZ Dachau, wo er am 3. April 1945 freikam.

### Wirken nach 1945
Buttler erreichte seinen Wohnort Alvesse noch im Monat seiner Freilassung. Die Kirchenleitung hob umgehend seine Suspendierung auf.
Als nach Beendigung des Zweiten Weltkriegs die Militärregierung der britischen Besatzungszone die Maßnahmen zur Entnazifizierung von Kirchenmitarbeitern den Landeskirchen überließ, wurde Hans Buttler im Mai 1946 zum Vorsitzenden der Entnazifizierungskommission ernannt, der Spruchkammer der Braunschweigischen Landeskirche. Er blieb ihr Leiter bis zur Auflösung der Kommission im Jahr 1950.

### Tod und Erinnerung
Buttler trat im Jahr 1959 in den Ruhestand und starb im September 1970 in Lübbecke, Nordrhein-Westfalen.
Im Jahr 2008, aus Anlass des siebzigjährigen Jahrestages der Verhaftung Buttlers, errichtete die evangelisch-lutherische Kirchengemeinde in Alvesse einen Gedenkstein an der Südfassade der St. Nicolaikirche, zur Erinnerung an den Gemeindepfarrer.